# Torres (cantora)
Mackenzie Scott (Orlando, 23 de janeiro de 1991), conhecida artisticamente como Torres, é uma cantora, compositora e musicista norte-americana.